# The Wine Advocate
The Wine Advocate (abgekürzt TWA oder auch WA) ist ein Magazin, das von dem Weinkritiker Robert Parker 1978 initiiert und immer noch herausgegeben wird. Das zunächst „The Baltimore-Washington Wine Advocate“ betitelte, werbefreie Journal ist von Anfang an nur im Abonnement erhältlich. Durch die Werbefreiheit garantiert Parker seine Unabhängigkeit. Pro Jahr werden etwa 7500 verschiedene Weine verkostet. Die verkaufte Auflage belief sich 1998 auf 45.000 Stück. TWA ist eine unter mehreren Wein-Publikationen von Robert Parker wie beispielsweise dem Wine Buyer’s Guide.
Robert Parker und sein Team verkosten Wein nach dem von ihm entwickelten System der Parker-Punkte (50–100 Punkte), wobei die Bestnote so gut wie nie vergeben wurde und Weine unterhalb der 60-Punkte-Marke bereits als ungenießbar gelten. Die seit 1992 selbst produzierten Weine seines Weingutes sind laut Eigenangaben niemals Gegenstand seiner Tests. Weinbewertungen von Parker haben eine enorme Wirkung auf den Weinmarkt und beeinflussen extrem die Preise der ausgelobten Tropfen. Sein britischer, acht Jahre älterer Kollege Hugh Johnson kritisiert das von ihm geschaffene Punktesystem.
Inzwischen hat sich eine 85-Punkte-Grenze entwickelt, unter der der Wein keine besondere Beachtung mehr findet. Die meisten internationalen Weinverkostungen finden nach dem 100-Punkte-System statt, wobei die Weine unter 80 (online-Ausgaben) oder 85 (Print-Magazine) Punkten zumeist keine Erwähnung finden.

## Hintergrund
Der in Monkton in Maryland lebende Wein-Autodidakt studierte in den 1970er Jahren Rechtswissenschaft in Frankreich, wo seine Leidenschaft für den Wein aufkam. Vom Verbraucherschützer Ralph Nader beeinflusst, kritisierte auch er bald die Abhängigkeit der Weinkonsumenten vom Weinhandel und der Werbung. Er wünschte sich eine unabhängige Stelle, die möglichst objektiv Weinbewertungen vornehmen würde. Er bewertete zunächst nur Weine aus dem Bordeaux, deren zukünftige Entwicklung er aufgrund von Fassproben (Jungwein) abschätzen konnte. Als Reaktion stiegen die Preise der verkosteten Weine sprunghaft an.
Das zunächst als kostenloses Supplement erschienene Heft entwickelte sich nach wenigen Ausgaben als Fachblatt anspruchsvoller Weinkonsumenten. Mit einem Stab von Mitarbeitern (Neal Martin, Mark Squires, Antonio Galloni, Dr. Jay Miller und Stephan Reinhard, der 2014 David Schildknecht nachfolgte) bewertet er inzwischen Weine aus Bordeaux, von der Rhône, der Provence, dem Elsass, Beaujolais, Burgund, Champagne, Languedoc-Roussillon, und der Loire sowie aus Neuseeland, Australien und Südamerika, Portugal und Israel, Italien, Spanien und Portweine, Österreich und Deutschland, Oregon, Washington und Kalifornien.